# Latentiefase
De latentiefase is, volgens Freud, de vierde fase van de psycho-seksuele ontwikkeling die begint rond het 6e levensjaar en duurt tot aan de puberteit.
Tijdens dit stadium blijft de superego zich ontwikkelen, terwijl de energie van het id wordt onderdrukt. Kinderen ontwikkelen sociale vaardigheden, waarden en relaties met leeftijdgenoten en volwassenen buiten het gezin.
De ontwikkeling van het ego en superego dragen bij aan deze periode van rust. Het stadium begint rond de tijd dat de kinderen naar school gaan en meer bezig zijn met verhoudingen tot elkaar, hobby's en andere belangrijke dingen.
De latente periode is een tijd van exploratie waarin de seksuele energie is onderdrukt of sluimert. De energie is nog steeds aanwezig, maar is ondergeschikt aan andere gebieden zoals intellectuele bezigheden en sociale interacties. Deze fase is belangrijk voor de ontwikkeling van sociale en communicatieve vaardigheden en zelfvertrouwen.

## Gerelateerde onderwerpen
- Psychoanalyse
- Psychologie